# Onesto
Onesto  è un nome proprio di persona italiano maschile.

## Varianti
- Femminili: Onesta[1][2][3]

### Varianti in altre lingue
- Catalano: Honest[4]
- Latino: Honestus[1][4]
  - Femminili: Honesta[1]
- Spagnolo: Honesto[4]

## Origine e diffusione
È un nome augurale originatosi nel Medioevo. Etimologicamente, riprende l'aggettivo "onesto", che è basato sul termine latino honestus, a sua volta derivante da honor, e il suo significato è "onorato", "di nobili sentimenti".

## Onomastico
L'onomastico si può festeggiare il 16 febbraio in ricordo di sant'Onesto di Nîmes, sacerdote e martire a Pamplona.

## Persone
- Onesto da Bologna, poeta italiano
- Onesto Faccini, patriota italiano
- Onesto Silano, calciatore italiano